# Тристаннид гадолиния
Тристанни́д гадоли́ния — бинарное интерметаллическое неорганическое соединение
гадолиния и олова
с формулой GdSn3,
кристаллы.

## Получение
- Сплавление стехиометрических количеств чистых веществ:

{\displaystyle {\mathsf {Gd+3Sn\ {\xrightarrow {905^{o}C}}\ GdSn_{3}}}}

## Физические свойства
Тристаннид гадолиния образует кристаллы кубической сингонии, пространственная группа P m3m, параметры ячейки a = 0,4678 нм, Z = 1,
структура типа медьзолота AuCu
.
При повышении температуры (≈400 °C) происходит переход в фазу ромбической сингонии, пространственная группа P 3 21/c, параметры ячейки a = 0,4345 нм, b = 0,4401 нм, c = 2,1986 нм, Z = 4
.
Соединение образуется по перитектической реакции при температуре 905 °C
или конгруэнтно плавится при температуре 1115 °C.